# Незабудка альпійська

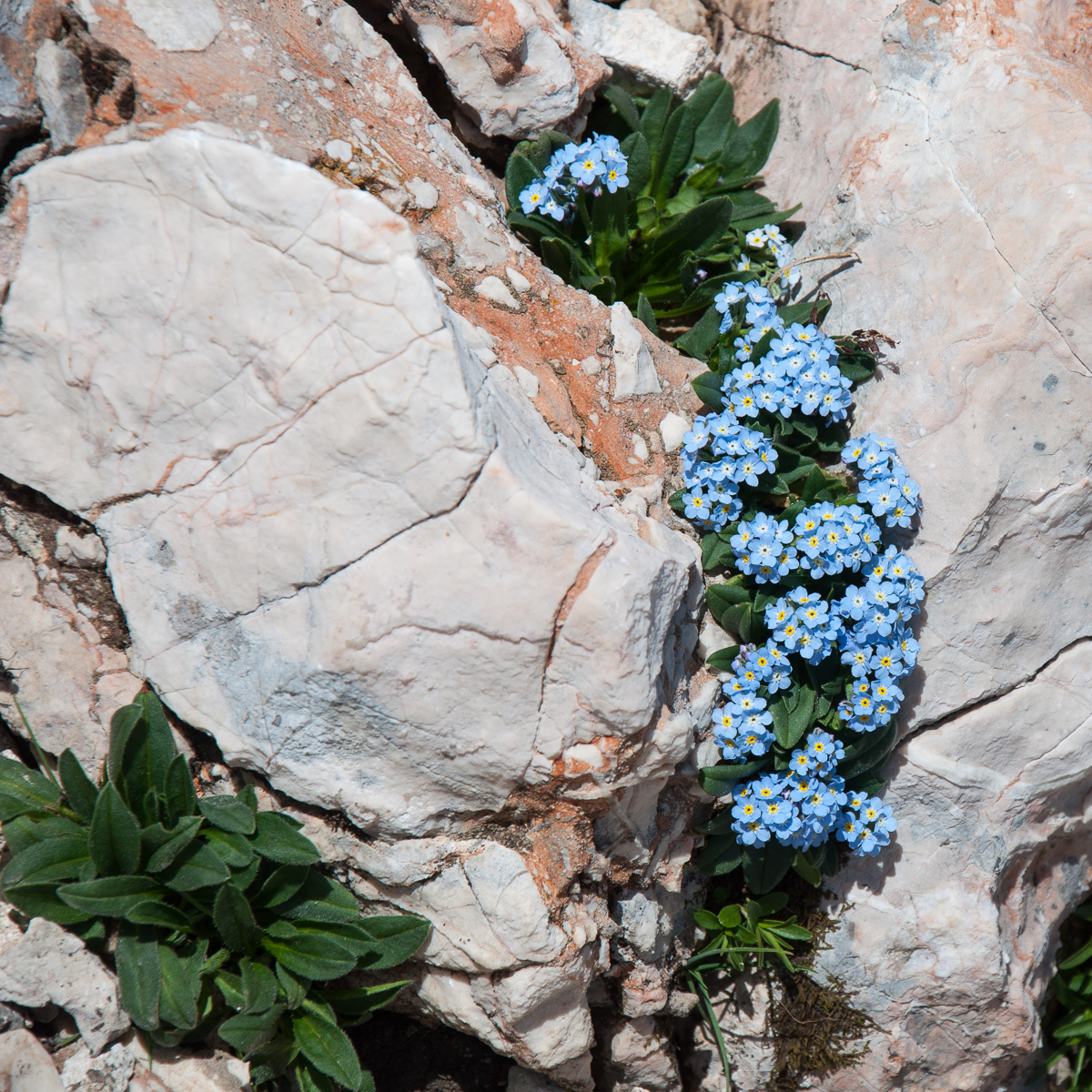
Myosotis alpestris

Незабудка альпійська (Myosotis alpestris) — багаторічна трав'яниста рослина, вид роду Незабудка (Myosotis) родини Шорстколисті (Boraginaceae). 

## Поширення
У дикому вигляді зустрічається в Середній Європі та на Кавказі. Культивується як декоративна красивоквітуча рослина. Поліморфний вид.